# Liu Fangzhou
Liu Fangzhou (chiń. 刘方舟; ur. 12 grudnia 1995) – chińska tenisistka, reprezentantka kraju w Pucharze Federacji.

## Kariera tenisowa
Starty w zawodowym tenisie rozpoczęła we wrześniu 2011 roku, biorąc udział w turnieju rangi ITF w Yeongwol. W marcu 2012 roku osiągnęła finał turnieju ITF w Kofu, przegrywając w nim z Hiroko Kuwata. Na swoim koncie ma wygranych sześć turniejów singlowych i cztery deblowe tej rangi.
W styczniu 2014 roku po raz pierwszy zagrała w turnieju cyklu WTA, w Shenzhen, występując tam z dziką kartą, ale odpadła w pierwszej rundzie.

## Finały turniejów WTA
| Legenda                     | Legenda |
| --------------------------- | ------- |
| Wielki Szlem                |         |
| Igrzyska olimpijskie        |         |
| WTA Tour Championships      |         |
| 2009 – 2020                 |         |
| WTA Premier Mandatory       |         |
| WTA Premier 5               |         |
| WTA Premier                 |         |
| WTA International Series    |         |
| WTA 125K series (2012–2020) |         |

### Gra pojedyncza 1 (0-1)
| Końcowy wynik | Nr | Data          | Turniej  | Nawierzchnia | Przeciwniczka | Wynik finału  |
| ------------- | -- | ------------- | -------- | ------------ | ------------- | ------------- |
| Finalistka    | 1. | 27 lipca 2014 | Nanchang | Twarda       | Peng Shuai    | 2:6, 6:3, 3:6 |

## Wygrane turnieje rangi ITF
| turnieje z pulą nagród 100 000 $ |
| turnieje z pulą nagród 75 000 $  |
| turnieje z pulą nagród 50 000 $  |
| turnieje z pulą nagród 25 000 $  |
| turnieje z pulą nagród 15 000 $  |
| turnieje z pulą nagród 10 000 $  |

### Gra pojedyncza
|    | Data       | Turniej        | Kat. | ($)    | Naw.   | Finalistka         | Wynik         |
| 1. | 16/11/2014 | Bendigo        | ITF  | 50 000 | twarda | Risa Ozaki         | 6:4, 6:3      |
| 2. | 13/03/2016 | Nanning        | ITF  | 10 000 | twarda | Tian Ran           | 6:3, 6:2      |
| 3. | 15/07/2018 | Tiencin        | ITF  | 25 000 | twarda | Lu Jingjing        | 3:6, 6:3, 6:3 |
| 4. | 10/04/2022 | Szarm el-Szejk | ITF  | 15 000 | twarda | Yidi Yang          | 6:2, 7:6(5)   |
| 5. | 15/05/2022 | Monastyr       | ITF  | 15 000 | twarda | Ayumi Koshiishi    | 6:4, 7:5      |
| 6. | 26/03/2023 | Monastyr       | ITF  | 15 000 | twarda | Martina Spigarelli | 6:2, 6:3      |